# Raymond Damadian
Raymond Vahan Damadian (Nova Iorque, 16 de março de 1936 – 5 de agosto de 2022) foi um médico e inventor estadunidense.
Foi co-inventor da imagem por ressonância magnética.

## Pesquisa
A pesquisa de Damadian sobre sódio e potássio em células vivas o levou a seus primeiros experimentos com ressonância magnética nuclear (RMN), que o levou a propor pela primeira vez o scanner corporal MR em 1969. Damadian descobriu que tumores e tecido normal podem ser distinguidos in vivo por ressonância magnética nuclear ressonância magnética (RMN) por causa de seus tempos de relaxamento prolongados, tanto T1 (relaxamento spin-lattice) quanto T2 (relaxamento spin-spin). Damadian foi o primeiro a realizar uma varredura de corpo inteiro de um ser humano em 1977 para diagnosticar câncer. Damadian inventou um aparelho e um método para usar a RMN com segurança e precisão para escanear o corpo humano, um método agora bem conhecido como ressonância magnética (MRI).

## Publicações
- Gifted Mind: The Dr. Raymond Damadian Story, Inventor of the MRI. [S.l.]: Master Books. 2015. ISBN 978-0890518038 (com Jeff Kinley)

## Morte
Raymond morreu no dia 5 de agosto de 2022, aos 86 anos de idade.